# Thomas Middleditch

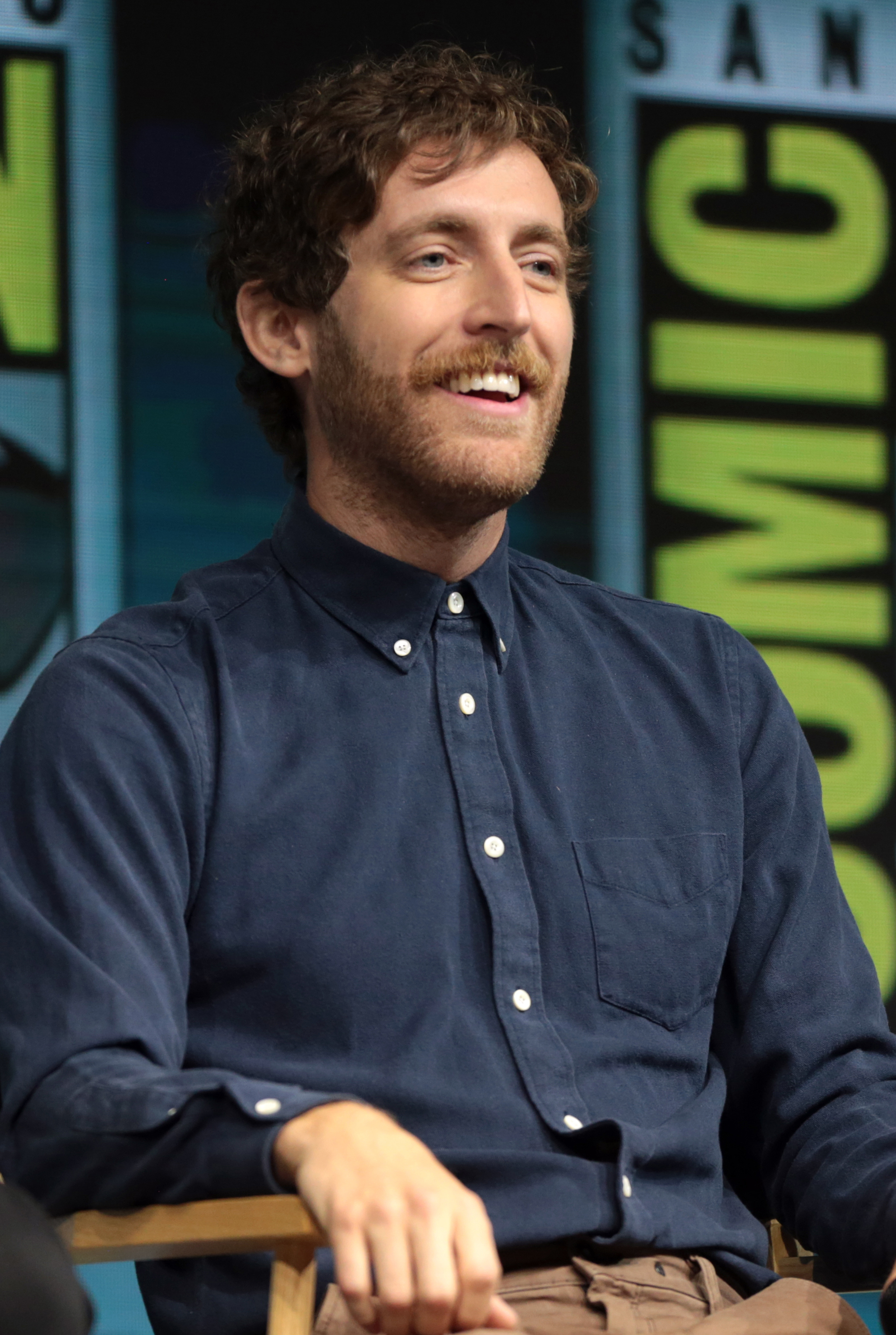
Thomas Middleditch auf der San Diego Comic-Con International (2018)

Thomas Middleditch (* 10. März 1982 in Nelson, British Columbia) ist ein kanadischer Schauspieler, Komiker und Drehbuchautor.
Große Bekanntheit erlangte er 2014 durch seine Rolle als Richard Hendricks in der HBO-Serie Silicon Valley.

## Leben und Karriere
Middleditch wurde in Nelson, British Columbia geboren. Seit 2009 war er in rund 60 Film- und Fernsehproduktionen zu sehen.
Seine erste Hauptrolle spielte Middleditch 2009 in der Liebeskomödie Splinterheads, wo er als Justin Frost zu sehen war. Seit diesem Erfolg trat er in diversen Rollen in Filmen auf, wie beispielsweise in dem Jugendfilm Fun Size – Süßes oder Saures und der Filmkomödie Die Qual der Wahl. Auch in Fernsehserien wie The Office oder Trophy Wife spielte er einige Gastrollen. 2013 hatte er eine kleine Nebenrolle in der Filmbiografie The Wolf of Wall Street. Seit 2014 spielt er die Hauptrolle des Richard Hendricks in der HBO-Sitcom Silicon Valley. 2017 war er im Original von Captain Underpants – Der supertolle erste Film zu hören.
Middleditch ist passionierter Gamer und betreibt einen Youtube-Kanal. Außerdem ist er Gründungsmitglied und Chief Creative Officer der neuen Marke Commodore.

## Filmografie (Auswahl)
Kino
- 2009: Splinterheads
- 2009: Lieber verliebt (The Rebound)
- 2010: Die etwas anderen Cops (The Other Guys)
- 2012: Die Qual der Wahl (The Campaign)
- 2012: Fun Size – Süßes oder Saures (Fun Size)
- 2012: Being Flynn
- 2013: Kings of Summer (The Kings of Summer)
- 2013: The Wolf of Wall Street
- 2014: Verrückt nach Barry (Someone Marry Barry)
- 2015: The Final Girls
- 2017: Captain Underpants – Der supertolle erste Film (Captain Underpants: The First Epic Movie, Stimme)
- 2017: Kong: Skull Island (Stimme)
- 2017: Once Upon a Time in Venice
- 2018: Catch Me! (Tag)
- 2018: Replicas
- 2019: Zombieland: Doppelt hält besser (Zombieland: Double Tap)
- 2019: Godzilla II: King of the Monsters
- 2020: Phineas und Ferb: Candace gegen das Universum (Phineas and Ferb: Candace Against the Universe, Stimme)
- 2022: DC League of Super-Pets (Stimme)

Fernsehen
- 2008: The Line (7 Folgen)
- 2010–2013: CollegeHumor Originals (20 Folgen)
- 2013: Das Büro (The Office, 1 Folge)
- 2014–2019: Silicon Valley (Hauptrolle)
- 2014–2017: Penn Zero – Teilzeitheld (Penn Zero: Part-Time Hero, Zeichentrickserie, Stimme)
- 2020–2022: B Positive (Fernsehserie)
- seit 2020: Solar Opposites (Fernsehserie, Stimme von Terry)